# Општина Азалан (Веракруз)
Азалан (шп. Atzalan) општина је у Мексику у савезној држави Веракруз. Општина се налази на надморској висини од 1658 м.

## Становништво
Према подацима из 2010. у општини је живело 48397 становника.

### Хронологија
| Година       | 2000                  | 2005                  | 2010                  |
| ------------ | --------------------- | --------------------- | --------------------- |
| Становништво | 48179 (24494 / 23685) | 43570 (21498 / 22072) | 48397 (24140 / 24257) |

### Попис
| \| \| м \| \| \| ж \| \| 0—2 \| 1.444 \| \| \| 1.419 \| \| 3—5 \| 1.482 \| \| \| 1.447 \| \| 6—11 \| 3.536 \| \| \| 3.451 \| \| 12—14 \| 1.775 \| \| \| 1.759 \| \| 15—17 \| 1.741 \| \| \| 1.692 \| \| 18—24 \| 2.832 \| \| \| 2.906 \| \| 60+ \| 2.618 \| \| \| 2.442 \| \| Просек : \| 27,8 \| \| \| 27,9 \| |       |  |  |       |
| |       |  |  |       |
| | м     |  |  | ж     |
| 0—2 | 1.444 |  |  | 1.419 |
| 3—5 | 1.482 |  |  | 1.447 |
| 6—11 | 3.536 |  |  | 3.451 |
| 12—14 | 1.775 |  |  | 1.759 |
| 15—17 | 1.741 |  |  | 1.692 |
| 18—24 | 2.832 |  |  | 2.906 |
| 60+ | 2.618 |  |  | 2.442 |
| Просек : | 27,8  |  |  | 27,9  |

| #   | Индикатор                                                                                        | Вредност |
| --- | ------------------------------------------------------------------------------------------------ | -------- |
| 1   | Становништво од 0 до 2 године                                                                    | 2863     |
| 2   | Мушко становништво од 0 до 2 године                                                              | 1444     |
| 3   | Женско становништво од 0 до 2 године                                                             | 1419     |
| 4   | Становништво са 3 и више година                                                                  | 45494    |
| 5   | Мушко становништво са 3 и више година                                                            | 22676    |
| 6   | Женско становништво са 3 и више година                                                           | 22818    |
| 7   | Становништво са 5 и више година                                                                  | 43563    |
| 8   | Мушко становништво са 5 и више година                                                            | 21687    |
| 9   | Женско становништво са 5 и више година                                                           | 21876    |
| 10  | Становништво са 12 и више година                                                                 | 35578    |
| 11  | Мушко становништво са 12 и више година                                                           | 17658    |
| 12  | Женско становништво са 12 и више година                                                          | 17920    |
| 13  | Становништво са 15 и више година                                                                 | 32044    |
| 14  | Мушко становништво са 15 и више година                                                           | 15883    |
| 15  | Женско становништво са 15 и више година                                                          | 16161    |
| 16  | Становништво са 18 и више година                                                                 | 28611    |
| 17  | Мушко становништво са 18 и више година                                                           | 14142    |
| 18  | Женско становништво са 18 и више година                                                          | 14469    |
| 19  | Становништво од 3 до 5 година                                                                    | 2929     |
| 20  | Мушко становништво од 3 до 5 година                                                              | 1482     |
| 21  | Женско становништво од 3 до 5 година                                                             | 1447     |
| 22  | Становништво од 6 до 11 година                                                                   | 6987     |
| 23  | Мушко становништво од 6 до 11 година                                                             | 3536     |
| 24  | Женско становништво од 6 до 11 година                                                            | 3451     |
| 25  | Становништво од 8 до 14 година                                                                   | 8331     |
| 26  | Мушко становништво од 8 до 14 година                                                             | 4204     |
| 27  | Женско становништво од 8 до 14 година                                                            | 4127     |
| 28  | Становништво од 12 до 14 година                                                                  | 3534     |
| 29  | Мушко становништво од 12 до 14 година                                                            | 1775     |
| 30  | Женско становништво од 12 до 14 година                                                           | 1759     |
| 31  | Становништво од 15 до 17 година                                                                  | 3433     |
| 32  | Мушко становништво од 15 до 17 година                                                            | 1741     |
| 33  | Женско становништво од 15 до 17 година                                                           | 1692     |
| 34  | Становништво од 18 до 24 године                                                                  | 5738     |
| 35  | Мушко становништво од 18 до 24 године                                                            | 2832     |
| 36  | Женско становништво од 18 до 24 године                                                           | 2906     |
| 37  | Женско становништво од 15 до 49 година                                                           | 11905    |
| 38  | Становништво са 60 и више година                                                                 | 5060     |
| 39  | Мушко становништво са 60 и више година                                                           | 2618     |
| 40  | Женско становништво са 60 и више година                                                          | 2442     |
| 41  | Однос између мушкараца и жена                                                                    | 99.52    |
| 42  | Становништво од нуле до 14 година                                                                | 16313    |
| 43  | Становништво од 15 до 64 године                                                                  | 28411    |
| 44  | Становништво од 65 година и више                                                                 | 3633     |
| 45  | Просечан број деце                                                                               | 3.08     |
| 46  | Становништво рођено у ентитету                                                                   | 46118    |
| 47  | Мушко становништво рођено у ентитету                                                             | 23054    |
| 48  | Женско становништво рођено у ентитету                                                            | 23064    |
| 49  | Становништво рођено у другом ентитету                                                            | 2008     |
| 50  | Мушко становништво рођено у другом ентитету                                                      | 955      |
| 51  | Женско становништво рођено у другом ентитету                                                     | 1053     |
| 52  | Становништво од 5 година и више резидентно у ентитету у јуну 2005. године                        | 42154    |
| 53  | Мушко становништво старосног доба од 5 година и више, резидентно у ентитету у јуну 2005. године  | 20788    |
| 54  | Женско становништво старосног доба од 5 и више година, резидентно у ентитету у јуну 2005. године | 21366    |
| 55  | Становништво од 5 година и више које је живело у другом ентитету у јуну 2005. године             | 588      |
| 56  | Мушко становништво старије од 5 година које је живело у другом ентитету у јуну 2005. године      | 309      |
| 57  | Женско становништво старије од 5 година које је живело у другом ентитету у јуну 2005. године     | 279      |
| 58  | Становништво од 3 године и више које говори аутохтони језик                                      | 112      |
| 59  | Мушко становништво старо 3 године и више које говори аутохтони језик                             | 47       |
| 60  | Женско становништво старо 3 године и више које говори аутохтони језик                            | 65       |
| 61  | Становништво од 3 године и више које говори аутохтони језик и не говори шпански језик            | 0        |
| 62  | Мушко становништво старо 3 године и више које говори аутохтони језик и не говори шпански         | 0        |
| 63  | Женско становништво старо 3 године и више које говори аутохтони језик и не говори шпански језик  | 0        |
| 64  | Становништво старо 3 године и више које говори аутохтони језик и шпански                         | 69       |
| 65  | Мушко становништво старо 3 године и више које говори аутохтони језик и шпански                   | 26       |
| 66  | Женско становништво старо 3 године и више које говори аутохтони језик и шпански                  | 43       |
| 67  | Становништво од 5 година и више које говори аутохтони језик                                      | 110      |
| 68  | Становништво од 5 година и више које говори аутохтони језик и не говори шпански језик            | 0        |
| 69  | Становништво од 5 година и више које говори аутохтони језик и говори шпански језик               | 69       |
| 70  | Становништво у домородачким домаћинствима                                                        | 316      |
| 71  | Становништво са ограничењима у активностима                                                      | 1709     |
| 72  | Становништво са ограниченим ходањем или кретањем, горе или доле                                  | 806      |
| 73  | Становници са ограничењима вида, чак и уз кориштење сочива                                       | 461      |
| 74  | Становништво са ограничењима говора, комуникације или конверзације                               | 239      |
| 75  | Становништво са ограниченим слухом                                                               | 205      |
| 76  | Становништво са ограничењима при одевању, купању или јелу                                        | 131      |
| 77  | Становништво са ограничењима у опажању или учењу једноставних ствари                             | 100      |
| 78  | Становништво са менталним ограничењима                                                           | 239      |
| 79  | Становништво без ограничења активности                                                           | 46158    |
| 80  | Становништво од 3 до 5 година које не похађа школу                                               | 1917     |
| 81  | Мушко становништво од 3 до 5 година које не похађа школу                                         | 982      |
| 82  | Женско становништво од 3 до 5 година које не похађа школу                                        | 935      |
| 83  | Становништво од 6 до 11 година које не похађа школу                                              | 365      |
| 84  | Мушко становништво од 6 до 11 година које не похађа школу                                        | 211      |
| 85  | Женско становништво од 6 до 11 година које не похађа школу                                       | 154      |
| 86  | Становништво од 12 до 14 година које не похађа школу                                             | 458      |
| 87  | Мушко становништво од 12 до 14 година које не похађа школу                                       | 244      |
| 88  | Женско становништво од 12 до 14 година које не похађа школу                                      | 214      |
| 89  | Становништво од 15 до 17 година похађа школу                                                     | 1970     |
| 90  | Мушко становништво од 15 до 17 година похађа школу                                               | 974      |
| 91  | Женско становништво између 15 и 17 година живота у школи                                         | 996      |
| 92  | Становништво од 18 до 24 године похађа школу                                                     | 797      |
| 93  | Мушко становништво од 18 до 24 године похађа школу                                               | 350      |
| 94  | Женско становништво од 18 до 24 године похађа школу                                              | 447      |
| 95  | Становништво од 8 до 14 година које не може да чита и пише                                       | 512      |
| 96  | Мушко становништво старосног доба од 8 до 14 година које не може да чита и пише                  | 293      |
| 97  | Женско становништво старосног доби од 8 до 14 година које не може да чита и пише                 | 219      |
| 98  | Становништво од 15 година и више које је неписмено                                               | 6511     |
| 99  | Мушко становништво од 15 година и више које је неписмено                                         | 2857     |
| 100 | Женско становништво од 15 година и више које је неписмено                                        | 3654     |
| 101 | Становништво старо 15 и више година без школовања                                                | 6179     |
| 102 | Мушко становништво старо 15 и више година без школовања                                          | 2776     |
| 103 | Женско становништво старо 15 и више година без школовања                                         | 3403     |
| 104 | Становништво старосног доба 15 и више година са непотпуним основним образовањем                  | 9206     |
| 105 | Мушко становништво старосног доба од 15 година и више са непотпуном основним образовањем         | 4681     |
| 106 | Женско становништво старосног доба 15 и више година са непотпуном основним образовањем           | 4525     |
| 107 | Становништво старо 15 и више година са комплетним основним образовањем                           | 5925     |
| 108 | Мушко становништво старо 15 година и више са комплетним основним образовањем                     | 3025     |
| 109 | Женско становништво старо 15 и више година са комплетним основним образовањем                    | 2900     |
| 110 | Становништво старосног доба 15 и више година са непотпуним средњим образовањем                   | 1687     |
| 111 | Мушко становништво старосног доба од 15 година и више са непотпуним средњим образовањем          | 879      |
| 112 | Женско становништво старосног доба од 15 година и више са непотпуним средњим образовањем         | 808      |
| 113 | Становништво старо 15 и више година са пуним секундарном образовањем                             | 5155     |
| 114 | Мушко становништво старосног доба од 15 година и више са пуним секундарном образовањем           | 2689     |
| 115 | Женско становништво старосног доба од 15 година и више са пуним секундарном образовањем          | 2466     |
| 116 | Становништво старије од 18 година са постосновним образовањем                                    | 3183     |
| 117 | Мушко становништво старије од 18 година са постосновним образовањем                              | 1514     |
| 118 | Женско становништво старије од 18 година са постосновним образовањем                             | 1669     |
| 119 | Просечна оцена школовања                                                                         | 5.17     |
| 120 | Просечан ниво образовања мушке популације                                                        | 5.25     |
| 121 | Просечан ниво образовања женског становништва                                                    | 5.09     |
| 122 | Економски активно становништво                                                                   | 16201    |
| 123 | Економски активна мушка популација                                                               | 13978    |
| 124 | Економски активна женска популација                                                              | 2223     |
| 125 | Становништво које није економски активно                                                         | 19146    |
| 126 | Мушко становништво које није економски активно                                                   | 3548     |
| 127 | Женско становништво које није економски активно                                                  | 15598    |
| 128 | Запослено становништво                                                                           | 15840    |
| 129 | Запослено мушко становништво                                                                     | 13632    |
| 130 | Запослено женско становништво                                                                    | 2208     |
| 131 | Незапослена популација                                                                           | 361      |
| 132 | Незапослена мушка популација                                                                     | 346      |
| 133 | Незапослена женска популација                                                                    | 15       |
| 134 | Становништво без права на здравствене услуге                                                     | 27171    |
| 135 | Становништво које има право на здравствене услуге                                                | 21026    |
| 136 | Становништво које има право на ИМСС                                                              | 4359     |
| 137 | Становништво које има право на социјално осигурање                                               | 983      |
| 138 | Становништво које има право на државно социјално осигурање                                       | 64       |
| 139 | Становништво које има право на опште осигурање или здравствено осигурање за нову генерацију      | 15408    |
| 140 | Становништво које је било једном или није било у браку током 12 година и више                    | 12887    |
| 141 | Венчано или уједињено становништво од 12 година и више                                           | 19456    |
| 142 | Становништво које је било у браку или уједињено 12 година и више                                 | 3167     |
| 143 | Становништво са католичком религијом                                                             | 41722    |
| 144 | Протестанти, еванђелисти и библијски следбеници различити од еванђелиста                         | 4401     |
| 145 | Становништво са другим религијама различитим од претходних                                       | 88       |
| 146 | Становништво без религије                                                                        | 1822     |
| 147 | Укупно пописаних домаћинства                                                                     | 11777    |
| 148 | Пописна домаћинства на челу са мушкарцима                                                        | 9462     |
| 149 | Пописна домаћинства на челу са женама                                                            | 2315     |
| 150 | Становништво у пописним домаћинствима                                                            | 48397    |
| 151 | Становништво у пописним домаћинствима на челу са мушкарцима                                      | 40708    |
| 152 | Становништво у пописним домаћинствима на челу са женама                                          | 7689     |
| 153 | Укупно домаћинстава                                                                              | 13869    |
| 154 | Укупно насељених домаћинстава                                                                    | 11777    |
| 155 | Укупно приватних кућа                                                                            | 13869    |
| 156 | Насељени приватни домови                                                                         | 11777    |
| 157 | Укупно насељених приватних кућа                                                                  | 11777    |
| 158 | Ненасељене приватне куће                                                                         | 1290     |
| 159 | Појединачна домаћинства за привремену употребу                                                   | 802      |
| 160 | Становници у насељеним приватним кућама                                                          | 48397    |
| 161 | Насељеност станара у приватним становима                                                         | 4.11     |
| 162 | Просечно становника по соби у приватним насељеним домаћинствима                                  | 1.39     |
| 163 | Појединачна домаћинства са подовима од различитих материјала од земље                            | 11089    |
| 164 | Појединачна домаћинства у приземљу                                                               | 647      |
| 165 | Појединачна домаћинства са једном спаваћом собом                                                 | 6457     |
| 166 | Појединачна домаћинства са две спаваће собе и више                                               | 5295     |
| 167 | Појединачна домаћинства са једним собом                                                          | 1019     |
| 168 | Појединачна домаћинства са две собе                                                              | 3992     |
| 169 | Појединачна домаћинства са 3 собе и више                                                         | 6725     |
| 170 | Појединачна домаћинства која имају електрично светло                                             | 10999    |
| 171 | Појединачна домаћинства која немају електрично светло                                            | 731      |
| 172 | Појединачна домаћинства која имају водоводну воду у стамбеном простору                           | 9431     |
| 173 | Појединачна домаћинства која немају водоводну воду у стамбеном простору                          | 2301     |
| 174 | Појединачна домаћинства која имају тоалет                                                        | 11097    |
| 175 | Појединачна домаћинства која имају канализацију                                                  | 9350     |
| 176 | Појединачна домаћинства која немају канализацију                                                 | 2338     |
| 177 | Појединачна домаћинства која имају електрично светло, довод воде из јавне мреже и канализацију   | 7711     |
| 178 | Појединачна домаћинства без икаквих услова                                                       | 1214     |
| 179 | Појединачна домаћинства која имају радио                                                         | 7784     |
| 180 | Појединачна домаћинства која имају телевизор                                                     | 9068     |
| 181 | Појединачна домаћинства која имају фрижидер                                                      | 6573     |
| 182 | Појединачна домаћинства која имају машину за веш                                                 | 3113     |
| 183 | Појединачна домаћинства која имају аутомобил или комби                                           | 1914     |
| 184 | Појединачна домаћинства која имају рачунар                                                       | 411      |
| 185 | Појединачна домаћинства која имају фиксну телефонску линију                                      | 1569     |
| 186 | Појединачна домаћинства која имају мобилни телефон                                               | 2952     |
| 187 | Појединачна домаћинства која имају приступ интернету                                             | 111      |